# (395551) 2011 UQ191
(395551) 2011 UQ191 es un asteroide perteneciente al cinturón de asteroides, región del sistema solar que se encuentra entre las órbitas de Marte y Júpiter.
Fue descubierto el 1 de octubre de 2011 por el equipo del proyecto Spacewatch desde el observatorio Nacional de Kitt Peak.

## Designación y nombre
Designado provisionalmente como 2011 UQ191.

## Características orbitales
2011 UQ191 está situado a una distancia media del Sol de 3,195 ua, pudiendo alejarse hasta 3,569 ua y acercarse hasta 2,820 ua. Su excentricidad es 0,117 y la inclinación orbital 11,500 grados. Emplea 2085,57 días en completar una órbita alrededor del Sol.
Los próximos acercamientos a la órbita de Júpiter ocurrirán el 16 de mayo de 2033, el 6 de marzo de 2044 y el 15 de febrero de 2055.

## Características físicas
La magnitud absoluta de 2011 UQ191 es 15,61.